# 신키소가와역
신키소가와역(일본어: 新木曽川駅)은 일본 아이치현 이치노미야시에 위치한 나고야 철도 나고야 본선의 철도역이다. 역 번호는 NH 53이며, 섬식 승강장 2면 4선의 구조를 갖춘 지상역이다.

## 타는 곳
| 1 | ■ 나고야 본선 | 하행 | 가사마쓰 · 기후방면                 | 대피선 |
| 2 | ■ 나고야 본선 | 하행 | 가사마쓰 · 기후방면                 | 본선   |
| 3 | ■ 나고야 본선 | 상행 | 이치노미야 · 나고야 · 도요하시 방면 | 본선   |
| 4 | ■ 나고야 본선 | 상행 | 이치노미야 · 나고야 · 도요하시 방면 | 대피선 |

## 이용 현황
- 2013년 기준 : 5,848명

## 역 주변
- 이치노미야 시청 기소가와 청사
- JR 도카이 도카이도 본선 기소가와역

## 인접 역
| 나고야 철도 나고야 본선                | 나고야 철도 나고야 본선                                | 나고야 철도 나고야 본선              |
| -------------------------------------- | ------------------------------------------------------ | ------------------------------------ |
| NH 50 메이테쓰이치노미야 도요하시 방면 | □ 쾌속 특급 · ■ 특급 · □ 쾌속 급행 · ■ 급행 · ■ 준특급 | 메이테쓰기후 NH 60 메이테쓰기후 방면 |
| NH 52 이와토 도요하시 방면             | ■ 보통                                                 | 구로다 NH 54 메이테쓰기후 방면       |